# プログレスM-14M
プログレスM-14M (ロシア語: Прогресс М-14М)はロシア連邦宇宙局が2012年に国際宇宙ステーション(ISS)の補給のために打ち上げたプログレス補給船。NASAではプログレス46や46Pとも呼ばれる。プログレス-Mの改良型(11F615A60)として14機目であり、シリアル番号は414であった。1月後半にISSに到着し、第30次長期滞在のクルーに補給を行い、4月19日までドッキングを続けた。

## 運用

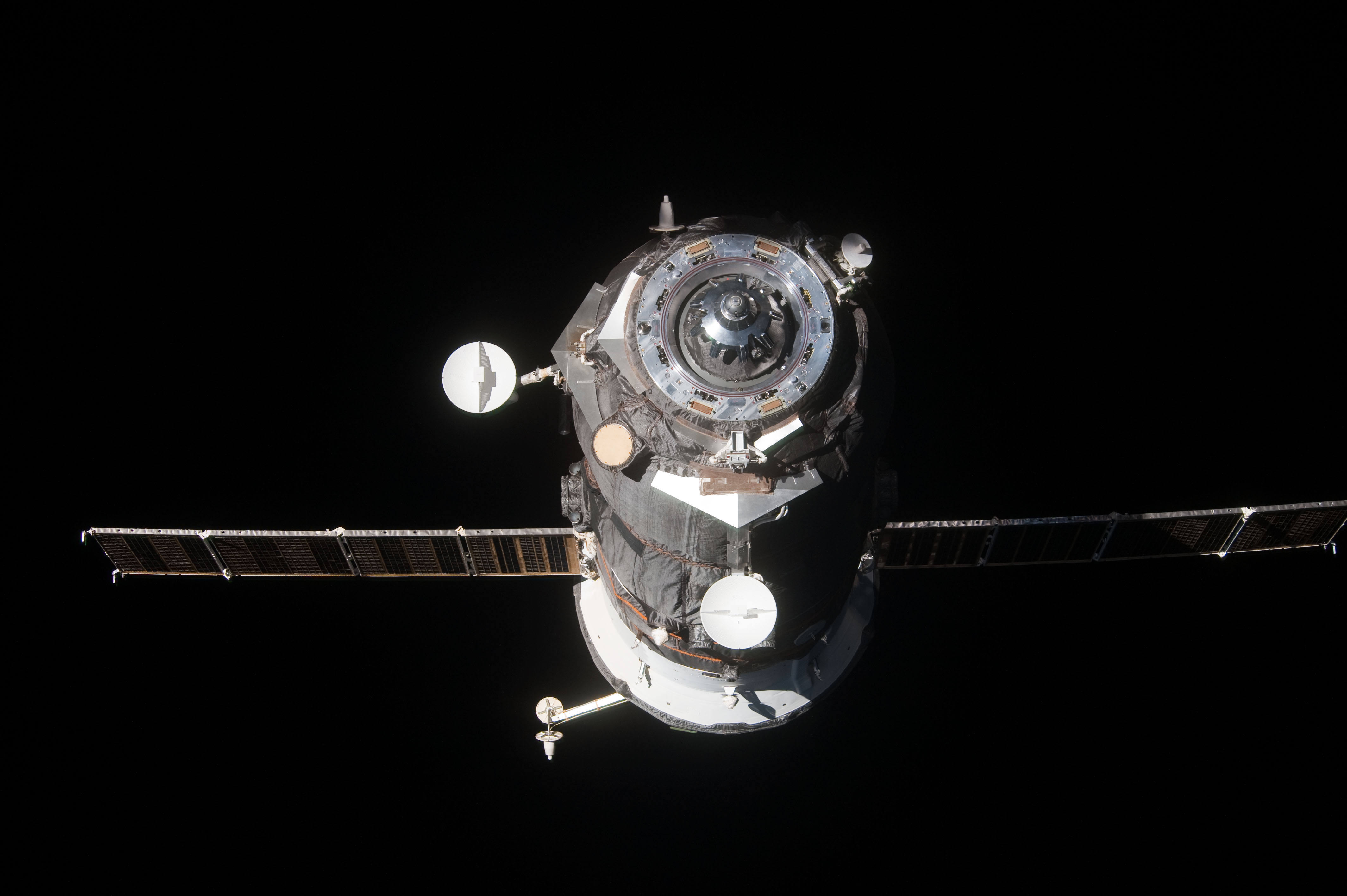
ISSを発つM-14M、2012年4月19日

プログレスM-14Mは2012年1月25日23時6分(UTC)にバイコヌール宇宙基地1/5発射台からソユーズ-Uで打ち上げられた。
打ち上げの準備として、31番射点で燃料を注入され、第3段とフェアリングと組み合わせるために第254施設に運ばれた。その後1月23日に第112施設でロケットの下段と組み合わせられ、1月24日の1時丁度(UTC)に発射台に展開された。
打ち上げ529秒後、宇宙機はソユーズ-Uから分離し、近点193km、遠点275km、軌道傾斜各51.66度の低軌道に投入された。ドッキングに向けてメインエンジンとマニューバスラスタの噴射を行って高度を上げ、2日間の飛行の後、同年1月28日0時9分(UTC)にISSのピアースにドッキングした。このドッキング部は1月23日までプログレスM-13Mがドッキングしていた。
プログレスM-14MはプログレスM-15Mの到着に向けて、2012年4月19日11時4分(GMT)にドッキングを解除した。その後M-14Mは電離層環境を探測するレーダープログレス(ラダール・プラグリェース)実験を実施するためにスラスタによる修正で軌道に残った。この実験はロシア科学アカデミーのシベリア太陽地球物理学研究所によって行われた。実験に参加したレーダーは南シベリアのイルクーツク地域に位置していた。
プログレスM-14Mは4月28日の13時46分(GMT)頃に軌道を離脱し、太平洋上に落下した。

## 搭載貨物
物品の総重量は2669kgだった。
| 品目                                                                                                 | 重量(kg) |
| --- | -------- |
| 補充系タンクの燃料                                                                                   | 539      |
| 酸素ボンベ向けの気体:                                                                                |          |
| 酸素                                                                                                 | 50       |
| ロドニックシステム用タンクの水                                                                       | 420      |
| KDU用の燃料                                                                                          | 250      |
| 密閉区画(総重量1410kg)                                                                               |          |
| システム機材:                                                                                        |          |
| 水供給系                                                                                             | 107      |
| 熱制御系                                                                                             | 40       |
| 通信管制機器 «Регул-ОС»                                                                              | 36       |
| テレビ                                                                                               | 8        |
| 維持修理機材                                                                                         | 3        |
| 衛生清潔用品                                                                                         | 156      |
| 防火用品                                                                                             | 6        |
| 照明                                                                                                 | 17       |
| モジュール間の換気用品                                                                               | 14       |
| 食料食材コンテナ                                                                                     | 304      |
| 医療用品、リネン、個人用衛生用品、予防薬など                                                         | 184      |
| FGB ザーリャハードウェア                                                                             | 3        |
| CO-1 ピアースハードウェア                                                                            | 7        |
| МИМ-1 ラズヴェットハードウェア                                                                       | 24       |
| МИМ-2 ポイスクハードウェア                                                                           | 5        |
| «Типология»、«Иммуно»、«Биодеградация»、«Матрёшка-Р»、«Выносливость»、«Тест»など向けの科学実験機器類 | 88       |
| 搭載書類ファイル、乗組員への支給、ビデオ・写真機器など                                               | 37       |
| ロシアクルーの物品                                                                                   | 164      |
| ISSアメリカ区画向けの物品機器類                                                                      | 199      |

## 註
1. 1 2  “Запуски” (ロシア語).   Roskosmos. 2012年1月24日時点のオリジナルよりアーカイブ。2012年1月24日閲覧。
2. ↑  “Грузовой транспортный корабль "Прогресс М-14М" успешно заправлен компонентами топлива” (ロシア語).   Roskosmos (2012年1月19日). 2012年1月24日時点のオリジナルよりアーカイブ。2012年1月24日閲覧。
3. ↑  “На Байконуре - общая сборка ракеты-носителя "Союз-У" с транспортным грузовым кораблем "Прогресс М-14М"” (ロシア語).   Roskosmos (2012年1月23日). 2012年1月24日時点のオリジナルよりアーカイブ。2012年1月24日閲覧。
4. ↑  “Государственная комиссия приняла решение о вывозе ракеты-носителя "Союз-У" на стартовый комплекс” (ロシア語).   Roskosmos (2012年1月23日). 2012年1月24日時点のオリジナルよりアーカイブ。2012年1月24日閲覧。
5. ↑  “Началась подготовка РКН "Союз-У" с ТГК "Прогресс М-14М" на стартовом комплексе” (ロシア語).   Roskosmos (2012年1月24日). 2012年1月24日時点のオリジナルよりアーカイブ。2012年1月24日閲覧。
6. ↑  “Прогресс М-14М” (Russian).   TsNIImash. 2012年1月24日時点のオリジナルよりアーカイブ。2012年1月24日閲覧。
7. ↑  Ray, Justin (2012年1月23日). “One Russian ship vacates station port for next vehicle”.   Spaceflight Now. 2012年1月24日時点のオリジナルよりアーカイブ。2012年1月24日閲覧。
8. ↑  “ISS On-Orbit Status”.   NASA (2012年1月23日). 2012年1月24日時点のオリジナルよりアーカイブ。2012年1月24日閲覧。
9. ↑  Chris Bergin (2012年4月20日). “Progress M-14M bids farewell to ISS as M-15M launches”.   NASAspaceflight.com. 2012年4月21日閲覧。
10. ↑  “Russian cargo spaceship undocks from ISS”.   Xinhua (2012年4月20日). 2012年4月21日閲覧。
11. ↑  “Центр управления полетами”. 2012年8月28日時点のオリジナルよりアーカイブ。2012年1月24日閲覧。